# Elytranthe petelotii
Elytranthe petelotii là một loài thực vật có hoa trong họ Loranthaceae. Loài này được Merr. mô tả khoa học đầu tiên năm 1926.